# کریستوفر دوترویچ
کریستوفر دوترویچ (انگلیسی: Christopher Dotterweich; ۲۴ مارس ۱۸۹۶ – ۲۰ نوامبر ۱۹۶۹) دوچرخه‌سوار اهل ایالات متحده آمریکا بود. وی در بازی‌های المپیک تابستانی ۱۹۲۰ شرکت کرده است.